# زياد بن النضر الحارثي
زياد بن النضر الحارثي،المدني الكوفي كنيته أبو الأوبر وقيل أبوعمر كان من أعيان التابعين،عاش في دمشق والمدينة والكوفة وتولى في موقعة صفين قيادة مقدمة الجيش مع شريح بن هانئ الحارثي.
ذكره ابن حبان في "الثقات" ، ونقل الحافظ توثيقه عن ابن معين